# HVV Tubantia in het seizoen 1958/59
Het seizoen 1958/1959 was het vierde jaar in het bestaan van de Hengelose betaaldvoetbalclub Tubantia. De club kwam uit in de Tweede divisie B en eindigde daarin op de 10e plaats. Tevens deed de club mee aan het toernooi om de KNVB beker, hierin werd de club in de eerste ronde uitgeschakeld door Hengelo (2–4).

## Wedstrijdstatistieken

### Tweede divisie B
|       | Be Quick | Enschedese Boys | Go Ahead | Heerenveen | N.E.C. | Oldenzaal | Oosterparkers | PEC   | Rheden | Veendam | Velocitas | Zwartemeer | Zwolsche Boys |
| ----- | -------- | --------------- | -------- | ---------- | ------ | --------- | ------------- | ----- | ------ | ------- | --------- | ---------- | ------------- |
| Thuis | 0 – 2    | 1 – 1           | 1 – 1    | 1 – 1      | 1 – 1  | 3 – 2     | 2 – 1         | 3 – 3 | 4 – 2  | 0 – 3   | 3 – 1     | 2 – 2      | 3 – 2         |
| Uit   | 2 – 2    | 1 – 0           | 4 – 3    | 1 – 0      | 3 – 1  | 3 – 1     | 2 – 2         | 1 – 0 | 0 – 0  | 2 – 1   | 0 – 0     | 4 – 0      | 0 – 1         |

### KNVB beker
| 1e ronde                                | Tubantia                  | 2 – 4 (2 – 1) | Hengelo                                   |
| 1 januari 1959 Plaats: Hengelo Veldwijk | Gerrit Lippinkhof –', 40' |               | 35' Toon Jongman 48', –', 75' Joop Ensing |

## Statistieken Tubantia 1958/1959

### Eindstand Tubantia in de Nederlandse Tweede divisie B 1958 / 1959
| Stand | Gespeeld | Gewonnen | Gelijk | Verloren | Punten | Doelpunten voor | Doelpunten tegen |
| ----- | -------- | -------- | ------ | -------- | ------ | --------------- | ---------------- |
| 10e   | 26       | 6        | 10     | 10       | 22     | 35              | 45               |

### Topscorers
| #      | Naam              | Goal |
| ------ | ----------------- | ---- |
| 1.     | Jacky Jurissen    | 10   |
| 2.     | Gerrit Lippinkhof | 9    |
| 3.     | Wim Perik         | 5    |
| 4.     | Lammert Toren     | 4    |
| 5.     | Timo Broersma     | 2    |
| 5.     | Leo Mortensen     | 2    |
| 7.     | Eltink            | 1    |
| 7.     | Jan Lentink       | 1    |
| 7.     | Dick Scholder     | 1    |
| Totaal | Totaal            | 35   |

| #      | Naam              | Goal |
| ------ | ----------------- | ---- |
| 1.     | Gerrit Lippinkhof | 2    |
| Totaal | Totaal            | 2    |